# Orquesta Sinfónica de Maracaibo
La Orquesta Sinfónica de Maracaibo (OSM) es una orquesta venezolana de la ciudad de Maracaibo con más de cincuenta años de presencia en el ámbito musical.
Sus antecedentes se remontan a 1933, pero no fue creada formalmente hasta el año 1958 por un grupo de amantes de la música.
Se encuentra dirigida por David Rahn, anteriormente por Eduardo Rahn y Havid Sánchez, contando con una plantilla de 68 profesores.
Ha estrenado obras del mexicano Carlos Chávez, el brasileño Marcos Nobre y del polaco Kristof Penderecky.

## Premios
- Patrimonio Artístico de la Nación, 1983.
- Orden Ciudad de Maracaibo, de Primera Clase. En 1998 y 2004.